# Campeonato Mundial de Judo de 1975
El IX Campeonato Mundial de Judo se celebró en Viena (Austria) entre el 23 y el 26 de octubre de 1975 bajo la organización de la Federación Internacional de Judo (IJF) y la Federación Austriaca de Judo. 

## Medallistas

### Masculino
| Evento            | Oro                    | Plata                       | Bronce                                              |
| ----------------- | ---------------------- | --------------------------- | --------------------------------------------------- |
| –63 kg            | Yoshiharu Minami Japón | Katsuhiko Kashiwazaki Japón | Felice Mariani · Italia · Torsten Reißmann · RDA    |
| –70 kg            | Vladimir Nevzorov URSS | Valeri Dvoinikov URSS       | Katsunori Akimoto Japón Koji Kuramoto Japón         |
| –80 kg            | Shozo Fujii Japón      | Yoshimi Hara Japón          | Adam Adamczyk · Polonia · Jean-Paul Coche · Francia |
| –93 kg            | Jean-Luc Rougé Francia | Michinori Ishibashi Japón   | Viktor Betanov URSS Ramaz Jarshiladze URSS          |
| +93 kg            | Sumio Endo Japón       | Serguei Novikov URSS        | Pak Gil-Jong Corea del Norte Chonosuke Takagi Japón |
| Categoría abierta | Haruki Uemura Japón    | Kazuhiro Ninomiya Japón     | Dietmar Lorenz RDA Shota Chochishvili URSS          |

## Medallero
| Núm. | País            | Oro | Plata | Bronce | Total |
| ---- | --------------- | --- | ----- | ------ | ----- |
| 1    | Japón           | 4   | 4     | 3      | 11    |
| 2    | URSS            | 1   | 2     | 3      | 6     |
| 3    | Francia         | 1   | 0     | 1      | 2     |
| 4    | RDA             | 0   | 0     | 2      | 2     |
| 5    | Corea del Norte | 0   | 0     | 1      | 1     |
| 5    | Italia          | 0   | 0     | 1      | 1     |
| 5    | Polonia         | 0   | 0     | 1      | 1     |
|      | TOTAL           | 6   | 6     | 12     | 24    |